# Erioptera luzonica
Erioptera luzonica är en tvåvingeart som beskrevs av Alexander 1917. Erioptera luzonica ingår i släktet Erioptera och familjen småharkrankar. Inga underarter finns listade i Catalogue of Life.